# キジも鳴かずば
『キジも鳴かずば』（きじもなかずば）は長野県に伝わる民話。
「まんが日本昔ばなし」でアニメ化された事がある。

## あらすじ
犀川という川のほとりに小さな村があった。そこには弥平という父親と千代という幼い娘が2人で暮らしていた。千代の母親は数年前に発生した村の洪水の犠牲になった。ある日、千代が重い病にかかって寝込んでしまった。弥平は必死で千代の看病をするが、千代は食欲が進まず「小豆粥が食べたい」と弥平に話す。小豆粥は千代の母が存命だった頃に1度だけ家族で食べた思い出の料理だった。
しかし貧しい弥平の家には小豆や米が無く、千代の病を治したい弥平は彼女に小豆粥を食べさせるために村の地主の倉庫から米と小豆を盗み、小豆粥を千代に食べさせる。そのおかげか千代の体調は回復し、外で遊べるようになった。弥平が畑仕事に出かけて留守番をしていた千代は、小豆粥を食べた嬉しい出来事を「あずきまんま食べた」と歌いながら鞠つきをする。この千代の手鞠唄を近所の村人が聞いていた。
その夜から激しい雨が降り出し、洪水が起きそうになる。村人達は川の氾濫を鎮めるために咎人を人柱にしようと相談する。そこで村人の一人が千代の手鞠唄の事を皆に話して弥平を人柱にする事を思いつく。その後弥平の家に役人が押し寄せる。怯える千代に対して弥平は「心配するな。じきに帰ってくる」と話し連行されていくが、弥平は「人柱」として川のほとりに生き埋めにされて死んでしまう。千代は弥平が人柱にされた原因が自身の手鞠唄であった事を知り、悲しみにくれて毎日泣き続け、遂には誰とも口を利かなくなり村から姿を消してしまう。
それから数年後、ある猟師がキジの鳴き声を聞いて鉄砲で撃ち落とす。猟師がキジが落ちた所に向かうと、そこに撃たれたキジを抱きかかえた若い娘が現れ、「キジよ。お前も鳴かずば撃たれまいに（鳴かなければ撃たれずに済んだのに）」とキジに語り掛ける。猟師はその若い娘が千代である事に気づくが、千代は撃たれたキジを抱きかかえてどこかへ消え去り、二度と人前に姿を現すことはなかった。

## 登場人物
弥平（やへい）
千代の父親。妻を数年前の洪水で亡くしてからは娘の千代と2人暮らし。貧しい暮らしだが、娘思いの優しい父親。病気になった千代を助けるために地主の蔵で盗みをしてしまう。その結果、千代の手毬唄で小豆と米を盗んだことを人柱の咎人を欲していた村人たちに知られて役人に捕縛され、土手に生き埋めにされ死亡する。
千代（ちよ）
弥平の娘。元は鞠遊びが好きな明るい子供であったが、自分が小豆粥を欲し唄ったために弥平が人柱にされてからは誰とも口を利かなくなってしまう。
弥平が人柱にされた頃は幼児であったが、後半に登場した際には成長しており、かなりの年月が経っている様子。村の猟師に撃たれたキジの亡骸の前に現れ、記事を抱いて何処かへと去る。その後の動向は不明
地主
弥平達が暮らす村の地主。洪水を納めるため小豆と米を盗んだ犯人を人柱にすることを提案する。
千代の母
数年前に発生した洪水の犠牲となった。かつて小豆粥を作った事があり、これが千代の思い出の味となる。
村人
千代の家の近くで畑仕事をしていた村の住人。偶然千代の手鞠唄を聞いた事で弥平が地主の家で盗みをした事に気づく。
猟師
終盤で登場する猟師。山にキジ撃ちに訪れ草陰で一声鳴いて飛び立ったキジを撃ったが、成長した千代に遭遇する。千代が撃たれたキジに語り掛けた際に、「千代、お前口が利けたのか」と言っていることから、千代と同じ村の人間である模様。